# Peščenik
Peščenik je naselje u Hrvatskoj u sastavu općine Sokolovca. Nalazi se u Koprivničko-križevačkoj županiji. 

## Zemljopis
Jugozapadno su Mala Mučna, Brđani Sokolovački, Gornji Maslarac i Donji Maslarac, jugoistočno su Hudovljani, Rovištanci, Donja Velika i Gornja Velika.

## Stanovništvo
| broj stanovnika | 138   | 165   | 172   | 178   | 205   | 221   | 244   | 293   | 292   | 277   | 262   | 208   | 161   | 123   | 99    | 79    | 72    |
|                 | 1857. | 1869. | 1880. | 1890. | 1900. | 1910. | 1921. | 1931. | 1948. | 1953. | 1961. | 1971. | 1981. | 1991. | 2001. | 2011. | 2021. |